# Ceropegia paohsingensis
Ceropegia paohsingensis är en oleanderväxtart som beskrevs av Ying Tsiang och P. T. Li. Ceropegia paohsingensis ingår i släktet Ceropegia och familjen oleanderväxter. Inga underarter finns listade i Catalogue of Life.